# 5e Division blindée (Canada)
Ne doit pas être confondu avec 5e Division du Canada.
Pour les articles homonymes, voir 1re division et 5e division.
La 5e division blindée canadienne (5th Canadian (Armoured) Division) était une division blindée canadienne au cours de la Seconde Guerre mondiale.
À la suite de son changement de nom (anciennement « 1re Division blindée canadienne », le gros de l'unité arriva en Grande-Bretagne à la fin du mois de novembre 1941.
La division passa deux années sans événement majeur en Grande-Bretagne avant d'être finalement transférée en Méditerranée en novembre 1943 afin d'y rejoindre le 1er Corps canadien.
La division avait fait le trajet sans ses chars ni ses véhicules, récupérant au passage les engins de la 7e division blindée britannique qu'elle relevait en Italie. La majorité des véhicules étaient hors service, ayant déjà servi en Afrique du Nord ou alors étaient en deux-roues motrices, ce qui était inutile en Italie. Il fallait plusieurs mois avant que la division ne soit complètement rééquipée en matériels neufs, notamment en chars Sherman M4. Seule la 11e brigade d'infanterie était totalement équipée au 31 janvier 1944.
La division participa à la Campagne d'Italie jusqu'à la fin de 1944, en jouant un rôle notable lors des batailles sur la Ligne Hitler après la percée alliée du Monte Cassino en mai 1944 ainsi que sur la Ligne Gothique au cours de l'« opération Olive » en août 1944. Au cours de la dernière bataille, son unique brigade d'infanterie fut renforcée d'une seconde constituée à partir de renforts et d'unités normalement consacrées à d'autres missions. Parmi celles-ci figurent le 4th Princess Louise Dragoon Guards ainsi que l'unité blindée de reconnaissance de la 1re division blindée canadienne. Comme pour d'autres unités alliées en Méditerranée, les ressources locales furent utilisées afin de constituer une autre brigade d'infanterie, la 12e Brigade d'infanterie canadienne.
En janvier 1945, la division fut transportée, par camions, trains et bateaux depuis Livourne et Marseille jusqu'en Belgique. À son arrivée, la 12e brigade fut dissoute et l'unité rééquipée afin de rejoindre la 1re Armée canadienne juste à temps pour participer à l'offensive finale sur le Rhin.

## Commandants
- Major-General E.W. Sansom juin 1941 à janvier 1943
- Major-General C.R.S. Stein janvier 1943 à octobre 1943
- Major-General G.G. Simonds octobre 1943 à janvier 1944
- Major-General E.L.M. Burns janvier 1944 à mars 1944
- Major-General B.M. Hoffmeister mars 1944 à juin 1945

## Ordre de bataille

### Organisation jusqu'à juin 1944 et après mars 1945

#### 5eBrigade blindée canadienne
- 2e Régiment de chars (Lord Strathcona's Horse (Royal Canadians))
- 5e Régiment de chars(8th Canadian Hussars (Princess Louise's))
- 9e Régiment de chars(The British Columbia Dragoons) (en))
- The Westminster Regiment (Motor)

#### 11eBrigade d'infanterie canadienne
- 11e compagnie autonome de mitrailleuses (11th Independent Machine Gun Company)
- The Perth Regiment
- The Cape Breton Highlanders
- The Irish Regiment of Canada
- The Governor General's Horse Guards
- 11e peloton de défense canadienne au sol (11 Canadian Infantry Brigade Ground Defence Platoon Lorne Scots)

#### Autres unités
- 17e Régiment d'artillerie de campagne (17th Field Regiment, RCA)
- 8e Régiment d'artillerie de campagne (sur automoteurs) (8th Field Regiment, RCA)
- 4e Régiment anti-char (4th Anti-tank Regiment, RCA
- 5e Régiment d'artillerie légère anti-aérienne (5th Light Anti-Aircraft Regiment, RCA)
- "G" Squadron, 25th Canadian Armoured Delivery Regiment (The Elgin Regiment), RCAC
- 1er Escadron de génie combat canadien (1 Cdn Field Squadron, RCE)
- 10e Escadron de génie combat canadien (10 Cdn Field Squadron, RCE)
- 4e Escadron de génie de cantonnement (4 Cdn Field Park Squadron, RCE)
- 5e Unité de transmissions de division blindée canadienne (5th Canadian (Armoured) Divisional Signals, RCSigs)
- 5e compagnie de prévôté (No. 5 Provost Company, Canadian Provost Corps)

### Organisation de juillet 1944 à mars 1945

#### 5eBrigade blindée canadienne
- 2e Régiment de chars (Lord Strathcona's Horse (Royal Canadians))
- 5e Régiment de chars(8th Canadian Hussars (Princess Louise's))
- 9e Régiment de chars(The British Columbia Dragoons) (en))
- The Westminster Regiment (Motor)

#### 11eBrigade d'infanterie canadienne
- 11e compagnie autonome de mitrailleuses (11th Independent Machine Gun Company)
- The Perth Regiment
- The Cape Breton Highlanders
- The Irish Regiment of Canada
- 11e peloton de défense canadienne au sol (11 Canadian Infantry Brigade Ground Defence Platoon Lorne Scots)

#### 12eBrigade d'infanterie canadienne (créée en août 1944)
- 12e compagnie autonome de mitrailleuses (12th Independent Machine Gun Company (Princess Louise Fusiliers))
- The Westminster Regiment (Motor)
- 4th Princess Louise Dragoon Guards (en) (de la 1re Division d'infanterie canadienne)
- The Lanark and Renfrew Scottish Regiment (du corps de défense anti-aérienne)
- 3e Régiment blindé de reconnaissance (3rd Armoured Reconnaissance Regiment (The Governor General's Horse Guards
- 12e peloton de défense canadienne au sol (12 Canadian Infantry Brigade Ground Defence Platoon Lorne Scots)

#### Autres unités
- 17e Régiment d'artillerie de campagne (17th Field Regiment, RCA)
- 8e Régiment d'artillerie de campagne (sur automoteurs) (8th Field Regiment, RCA)
- 4e Régiment anti-char (4th Anti-tank Regiment, RCA
- 5e Régiment d'artillerie légère anti-aérienne (5th Light Anti-Aircraft Regiment, RCA)
- "G" Squadron, 25th Canadian Armoured Delivery Regiment (The Elgin Regiment), RCAC
- 1er Escadron de génie combat canadien (1 Cdn Field Squadron, RCE)
- 10e Escadron de génie combat canadien (10 Cdn Field Squadron, RCE)
- 4e Escadron de génie de cantonnement (4 Cdn Field Park Squadron, RCE)
- 5e Unité de transmissions de division blindée canadienne (5th Canadian (Armoured) Divisional Signals, RCSigs)
- 5e compagnie de prévôté (No. 5 Provost Company, Canadian Provost Corps)